# Denver Open
Il Denver Open è stato un torneo di tennis facente parte del WCT e del Grand Prix
giocato dal 1972 al 1982 a  Denver negli Stati Uniti su campi in sintetico indoor.

## Albo d'oro

### Singolare
| Anno | Vincitore         | Finalista       | Punteggio     |
| ---- | ----------------- | --------------- | ------------- |
| 1972 | Rod Laver         | Marty Riessen   | 4–6, 6–3, 6–4 |
| 1973 | Mark Cox          | Arthur Ashe     | 6–1, 6–1      |
| 1974 | Roscoe Tanner     | Arthur Ashe     | 6–2, 6–4      |
| 1975 | Jimmy Connors (1) | Brian Gottfried | 6–3, 6–4      |
| 1976 | Jimmy Connors (2) | Ross Case       | 7–6, 6–2      |
| 1977 | Björn Borg        | Brian Gottfried | 7–5, 6–2      |
| 1978 | Jimmy Connors (3) | Stan Smith      | 6–2, 7–6      |
| 1979 | Wojciech Fibak    | Victor Amaya    | 6–4, 6–1      |
| 1980 | Gene Mayer (1)    | Victor Amaya    | 6–2, 6–2      |
| 1981 | Gene Mayer (2)    | John Sadri      | 6–4, 6–4      |
| 1982 | John Sadri        | Andrés Gómez    | 4–6, 6–1, 6–4 |

### Doppio
| Anno | Vincitori                         | Finalisti                      | Punteggio     |
| ---- | --------------------------------- | ------------------------------ | ------------- |
| 1972 | Non disputato                     | Non disputato                  | Non disputato |
| 1973 | Arthur Ashe (1) Roscoe Tanner (1) | Tom Okker Marty Riessen        | 3–6, 6–3, 7–6 |
| 1974 | Arthur Ashe (2) Roscoe Tanner (2) | Mark Cox Jun Kamiwazumi        | 6–3, 7–6      |
| 1975 | Roy Emerson Rod Laver             | Bob Carmichael Allan Stone     | 6–2, 3–6, 7–5 |
| 1976 | John Alexander Phil Dent          | Jimmy Connors Billy Martin     | 6–7, 6–2, 7–5 |
| 1977 | Colin Dibley Geoff Masters        | Syd Ball Kim Warwick           | 6–2, 6–3      |
| 1978 | Bob Hewitt Frew McMillan          | Fred McNair Sherwood Stewart   | 6–3, 6–2      |
| 1979 | Robert Lutz Stan Smith            | Wojciech Fibak Tom Okker       | 7–6, 6–3      |
| 1980 | Kevin Curren (1) Steve Denton (1) | Wojciech Fibak Heinz Günthardt | 7–5, 6–2      |
| 1981 | Andrew Pattison Butch Walts       | Mel Purcell Dick Stockton      | 6–3, 6–4      |
| 1982 | Kevin Curren (2) Steve Denton (2) | Phil Dent Kim Warwick          | 6–4, 6–4      |